# Sojuz TM-33
Sojuz TM-33 (Союз ТМ-33) – rosyjska załogowa misja kosmiczna, stanowiąca czternastą załogową misję na pokład Międzynarodowej Stacji Kosmicznej. Lot stanowił prostą misję dostawczą, miał na celu dostarczenie na stację świeżej kapsuły Sojuz w miejsce Sojuz TM-32. Załoga spędziła na pokładzie stacji osiem dni.